# Stanisław Stączek

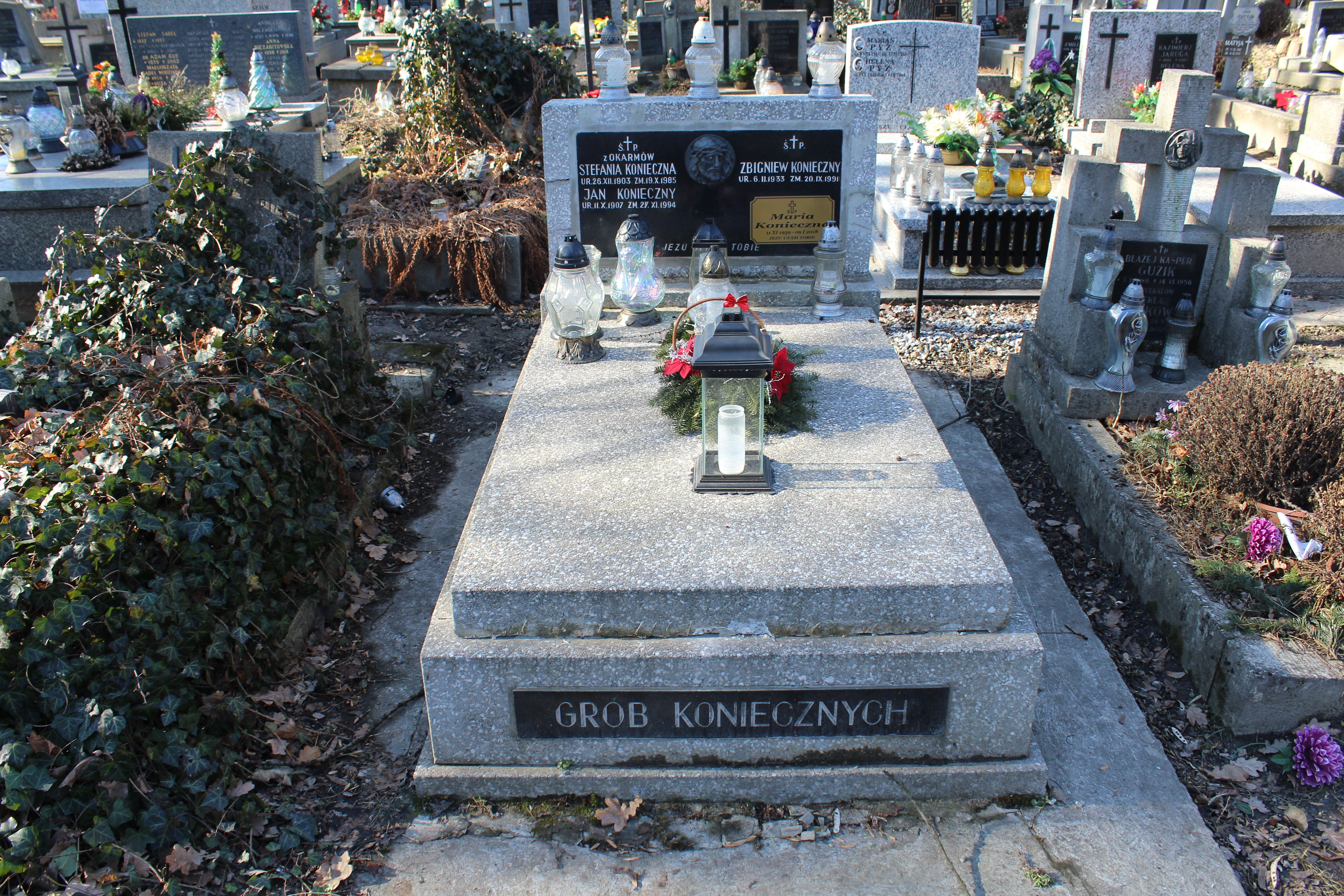
Grób Stanisława Stączka

Stanisław Stączek (ur. 22 kwietnia 1864 w Posadzie Jaćmierskiej, zm. 5 czerwca 1942 w Krakowie) – polski działacz polityczny związany z ruchem ludowym, minister komunikacji w rządzie Jędrzeja Moraczewskiego.

## Życiorys
Pochodził z rodziny chłopskiej. W 1886 ukończył jedno ze lwowskich gimnazjów, a rok później seminarium nauczycielskie w Rzeszowie. Przez dwa lata (1887–1889) pracował jako nauczyciel w Bukowie w powiecie Brzozów, przeszedł następnie do pracy na kolei i do emerytury w 1920 (z przerwą na pełnienie funkcji rządowej) był inspektorem kolejowym kolejno w Jaśle, Skawinie, Suchej, Krakowie i ponownie w Skawinie. 
Jeszcze w okresie poprzedzającym wybuch I wojny światowej zbliżył się do radykalnego ruchu chłopskiego w Galicji pod przywództwem Jana Stapińskiego. Od 1912 publikował na łamach pisma „Przyjaciel Ludu”. W 1914 wszedł w skład Wydziału Rady Polskiego Stronnictwa Ludowego – Lewica, w 1918 z rekomendacji tejże partii pełnił funkcję wiceprzewodniczącego Nieustającej Komisji Zjazdowej Inteligencji Ludowej PSL Królestwa Polskiego, Galicji i Śląska.
29 grudnia 1918 został powołany na stanowisko ministra komunikacji w rządzie Jędrzeja Moraczewskiego, przejmując tekę z rąk premiera, który wcześniej łączył obie funkcje. Stał na czele resortu komunikacji zaledwie do 16 stycznia 1919, niemniej jednak przyczynił się wspólnie z Moraczewskim do stworzenia centralnego nadzoru nad wszystkimi rodzajami transportu w niepodległej Polsce. Wobec licznych raportów o problemach z komunikacją między dawnymi zaborami Stączek wnioskował o unifikację polskiego kolejnictwa oraz rozbudowanie istniejących linii; nie zdążył już przed dymisją gabinetu zareagować na bieżące problemy z żeglugą rzeczną. 
W 1922 bez powodzenia ubiegał się o mandat poselski. W latach 1922–1923 był członkiem Wydziału Wykonawczego Naczelnej Rady Chłopskiej PSL-Lewica, potem działał kolejno w Związku Chłopskim (1924–1925), Stronnictwie Chłopskim (1926) i wreszcie prosanacyjnym Związku Chłopskim (od 1928), do którego przeszedł wspólnie z Janem Stąpińskim. W Związku Chłopskim zasiadał w prezydium Zarządu Głównego, nie odgrywając jednak już większej roli politycznej.
Zmarł 5 czerwca 1942. Pochowany na cmentarzu Rakowickim w Krakowie (kwatera XXIV, rząd 11, grób 11).